# Телекеєво
Телеке́єво (рос. Телекеево, башк. Теләкәй) — присілок у складі Ілішевського району Башкортостану, Росія. Входить до складу Ісанбаєвської сільської ради.
Населення — 316 осіб (2010; 395 у 2002).
Національний склад:
- башкири — 83 %